# Хуамбо (покрајина)
Хуамбо (порт. Huambo), једна је од 18 покрајина у Републици Ангола. Покрајина се налази у централном делу земље, без излаза на Атлантски океан.
Покрајина Јужна Кванза покрива укупну површину од 34.270 km² и има 1.896.147 становника (подаци из 2014. године). Највећи град и административни центар покрајине је град Хуамбо.